# Сторо
Сторо (італ. Storo) — муніципалітет в Італії, у регіоні Трентіно-Альто-Адідже,  провінція Тренто.
Сторо розташоване на відстані близько 470 км на північ від Рима, 50 км на південний захід від Тренто.
Населення — 4713 осіб (2014).
Щорічний фестиваль відбувається 4 травня. Покровитель — святий Флоріан.

## Демографія
Населення за роками:

Станом на 1 січня 2023 року в муніципалітеті офіційно проживало 278 іноземців з 27 країн, серед них 59 громадян країн Євросоюзу та 5 громадян України.

## Сусідні муніципалітети
- Баголіно
- Бондоне
- Борго-Кєзе
- Тіарно-ді-Сопра